# 韓亞航空162號班機事故
韓亞航空162號班機（OZ162/AAR162）是一架由韓國仁川飛往日本廣島的短程國際線的定期航班，2015年4月14日，這架空中巴士A320進場高度過低，撞上跑道前端儀表著陸系統的天線，左機翼和左發動機嚴重受損，側起落架機輪也受損，接著滑行到跑道旁的草地。機組人員在事故後放出逃生滑梯，疏散機上所有人，遇險乘客後步行至航廈。機上81人中，無人罹難，27名乘客受傷，其中有1名受重傷。

## 事故飛機
涉事飛機屬於韓亞航空，飛機機型為空中巴士A320，註冊編號HL7762，於2007年10月12日轉交予韓亞航空，在該次事件之後，此飛機因過度毀損而報廢。機長總飛行時間8233小時，副機長1583小時。

## 事故發生經過
日本國土交通省的航空局的大阪分部表示，機長試圖在黑暗與低能見度的情況下降落，且飛機無法使用儀表著陸系統。在廣島機場，儀表著陸系統被安裝在東端，使得正常情況下，飛機都得從西邊降落。但是，因為風向，機長被航管員指示從東邊下降。以致飛機無法使用ILS。飛機進場高度太低，撞上ILS的天線，天線捲到機輪後導致機輪鎖死，接著機尾擦地。飛機在跑道中段約1500公尺處偏離跑道，最終在跑道旁邊的草地上停下。且飛機機鼻對著28號的跑道頭。

## 事故調查
日本運輸安全委員會在事故後立即開始調查事故，廣島縣警方和韓方調查人員以及韓亞航空官方於隔天隨後加入。4月16日，調查人員即開始詢問機長和副機長事情發生的經過。一調查人員表示，下沉氣流可能會導致進場高度較低。但機場天氣報告完全沒有任何不尋常的天氣或是風切變。當天只是一個普通的陰天。

飛機降落路徑

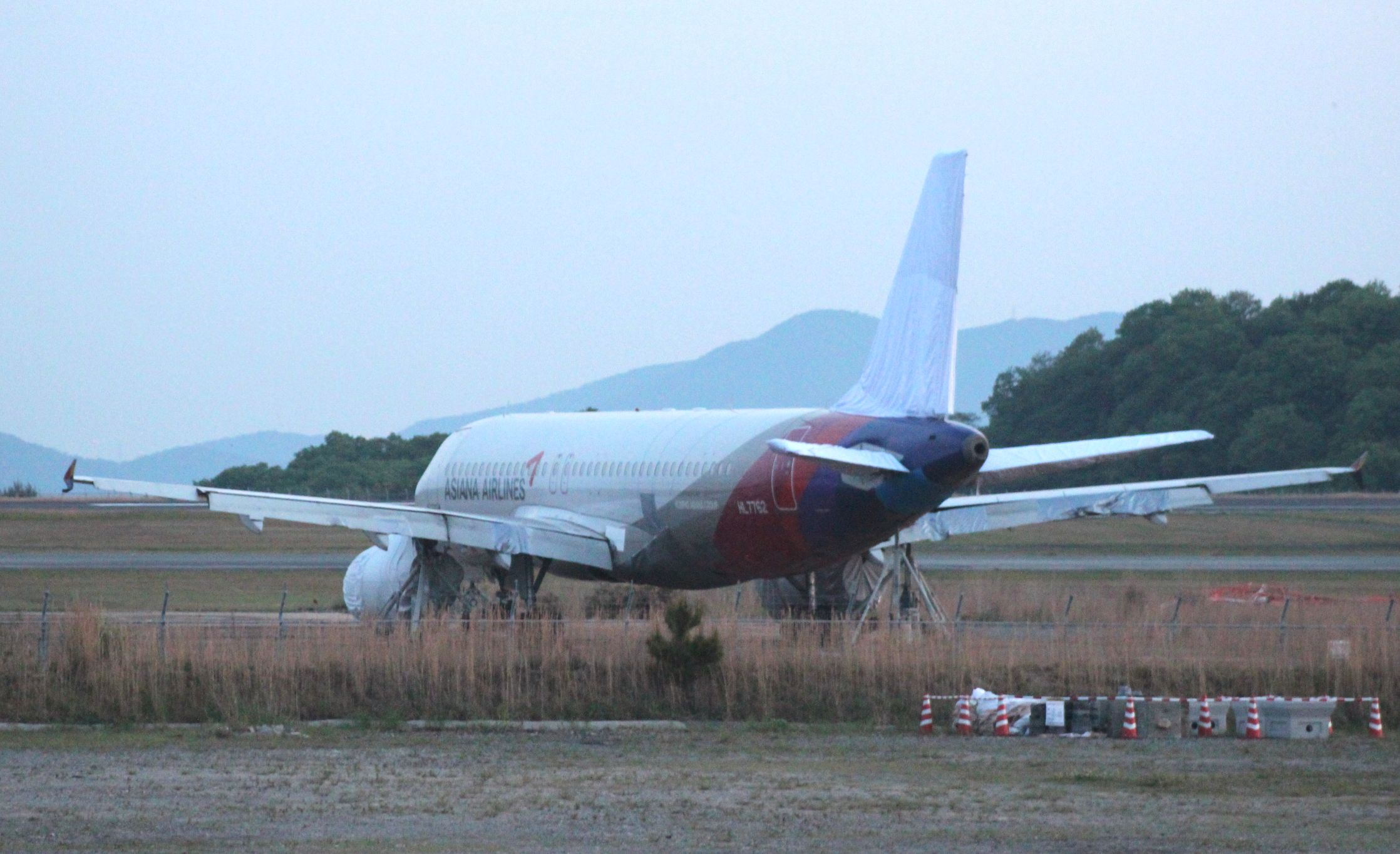
事故發生後，此飛機一直擱置在廣島機場直到2015年7月才被挪走

## 人員
事故時、乘有73名乘客與8名機組人員（機師2名、空中乘務員5名、維修技術人員1名）。其中機長累計飛行時數為8233小時，副機長累計飛行時數為1583小時。
乘客的國籍如下所示。
| 國籍       | 人数 |
| ---------- | ---- |
| 日本       | 46   |
| 中国       | 9    |
|            | 8    |
| 加拿大     | 2    |
| 美国       | 2    |
| 印度尼西亞 | 2    |
| 菲律賓     | 1    |
| 俄羅斯     | 1    |
| 越南       | 1    |
| 新加坡     | 1    |
| 共計       | 73   |

## 類似事故
- 加拿大航空624號班機事故 - 於此事故3週前發生，同樣是在著陸前與跑道盡頭的天線碰撞而墜落，亦無人死亡。
- 韓亞航空214號班機事故 - 同樣是韓亞航空公司的班機在無ILS系統指引下降落，飛機著陸前高度過低而最後撞擊機場跑道盡頭的海堤，導致3名乘客死亡。

## 其他條目
- 韓亞航空的其他航空事故：
  - 韓亞航空733號班機空難
  - 韓亞航空991號班機空難
  - 韓亞航空214號班機空難